# Miranda Kerr
Miranda May Kerr (Sydney, 20 april 1983) is een Australisch model, ze is het meest bekend als een Victoria's Secret Angel sinds 2006 en als ex-vrouw van Brits acteur Orlando Bloom. Ze was de eerste Australische in de campagne van Victoria's Secret. Kerr begon haar modellencarrière in haar tienerjaren toen ze in 1996 een Australische wedstrijd won op zoek naar modellen.

## Jeugd en familie
Kerr is geboren in Sydney maar is opgevoed in Gunnedah, New South Wales. Haar ouders zijn Therese en John Kerr, en ze heeft ook een jongere broer genaamd Matthew. Gedurende haar jeugdjaren racete Kerr met brommers en reed paard op de boerderij van haar grootmoeder. Haar familie verhuisde naar Brisbane zodat Kerr en haar broer het echte stadsleven konden ervaren. Ze studeerde af aan All Hallows' School en wilde eerst voeding gaan studeren voordat ze haar carrière als model wilde voortzetten.

## Carrière
Kerr tekende een contract bij Madison Agency in 2003, in Parijs. Ze deed een campagne van de fotograaf Erick Seban-Meyer voor Ober Jeans.
Eens in New York verscheen Kerr in vele runways en zo tekende ze vlug met Next Model Agency in het voorjaar van 2004. Sinds dan werd ze geboekt voor runways en campagnes voor grote merken, zoals Alex Perry, Baby Phat, Lisa Ho, Levi's, Anna Molinari, Rock and Republic en Roberto Cavalli. Ze werd ook geboekt voor foto's in tijdschriften zoals Elle, Australian Vogue en Harper's Bazaar.
In het voorjaar van 2006 verscheen Kerr in de laatste aflevering van de serie Project Runway. Hier moest ze kledij modelleren voor Daniel Vosovics laatste collectie. Zij was het eerste meisje dat op de catwalk liep.
In 2006 brak ze door in de Amerikaanse markt toen ze een contract tekende met Maybelline New York. De campagne verscheen in verschillende, internationaal verkochte, vrouwenbladen zoals Cosmopolitan, CLEO en Elle en is uiteindelijk ook verschenen in de catalogussen van Victoria's Secret.
Dankzij haar succes met Maybelline werd Kerr het eerste Australische model dat een contract aangeboden kreeg bij Victoria's Secret in 2007, als vervangster van Gisele Bündchen. Kerrs populariteit bleef maar groeien als een van de wereldbekende Angels toen ze verscheen in de runway shows (2006, 2007 en 2008) van Victoria's Secret die op vier continenten werd uitgezonden.

### Privé
Kerr heeft vier zoons, één met haar eerste echtgenoot acteur Orlando Bloom en drie met haar huidige man Evan Spiegel.

## Afbeeldingen

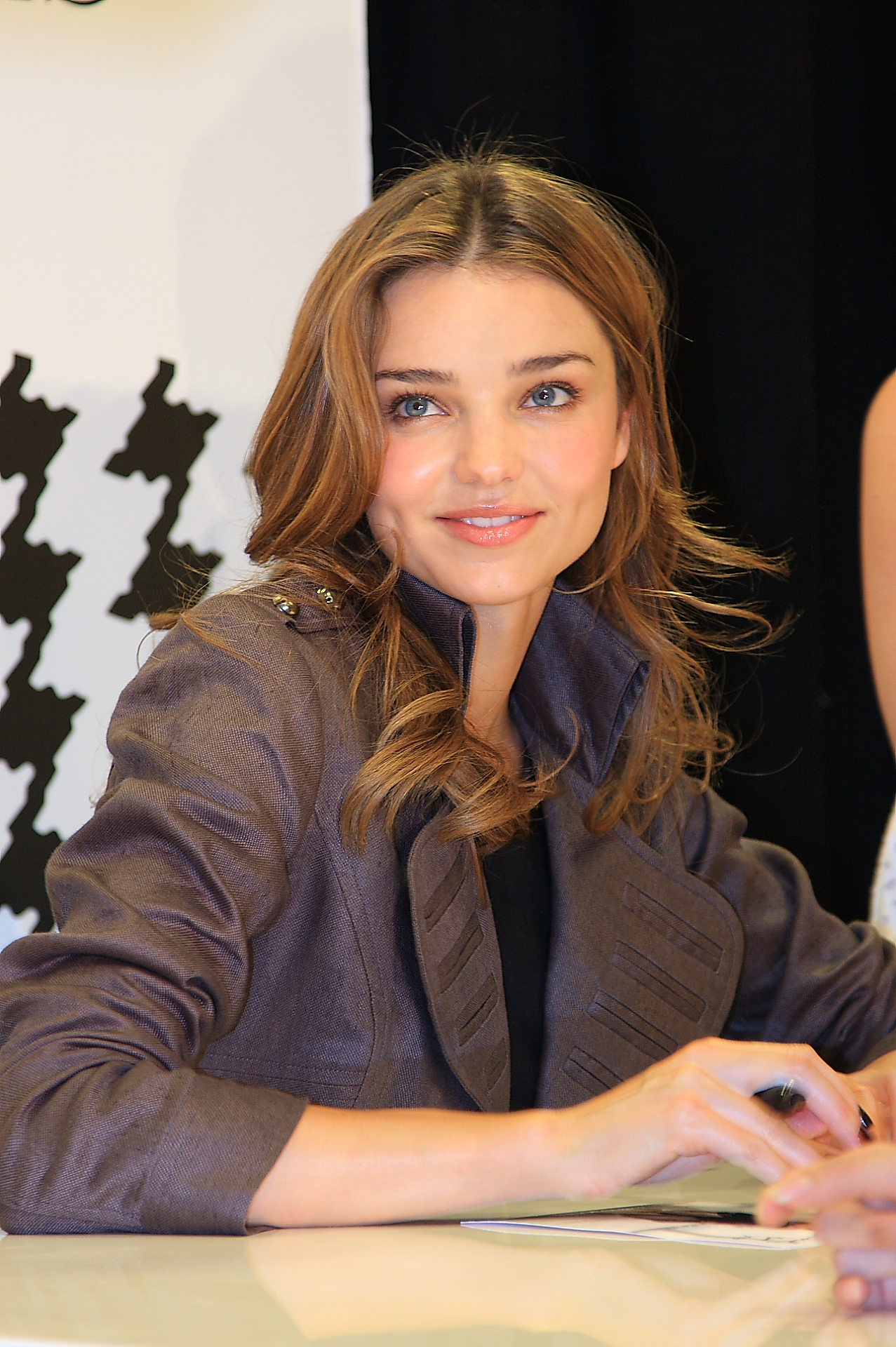
Miranda Kerr tijdens een signeersessie in Perth
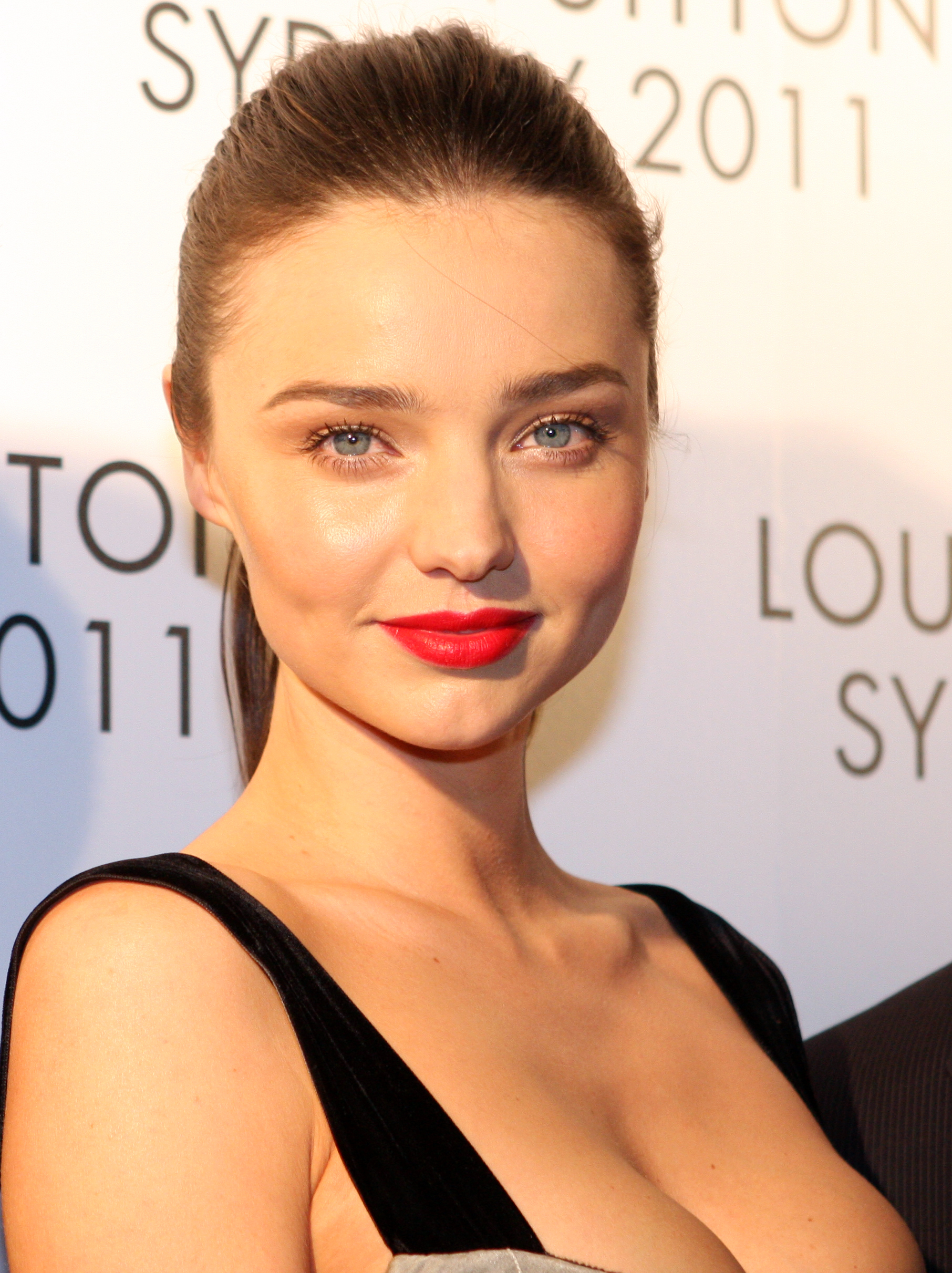
Miranda Kerr in 2011
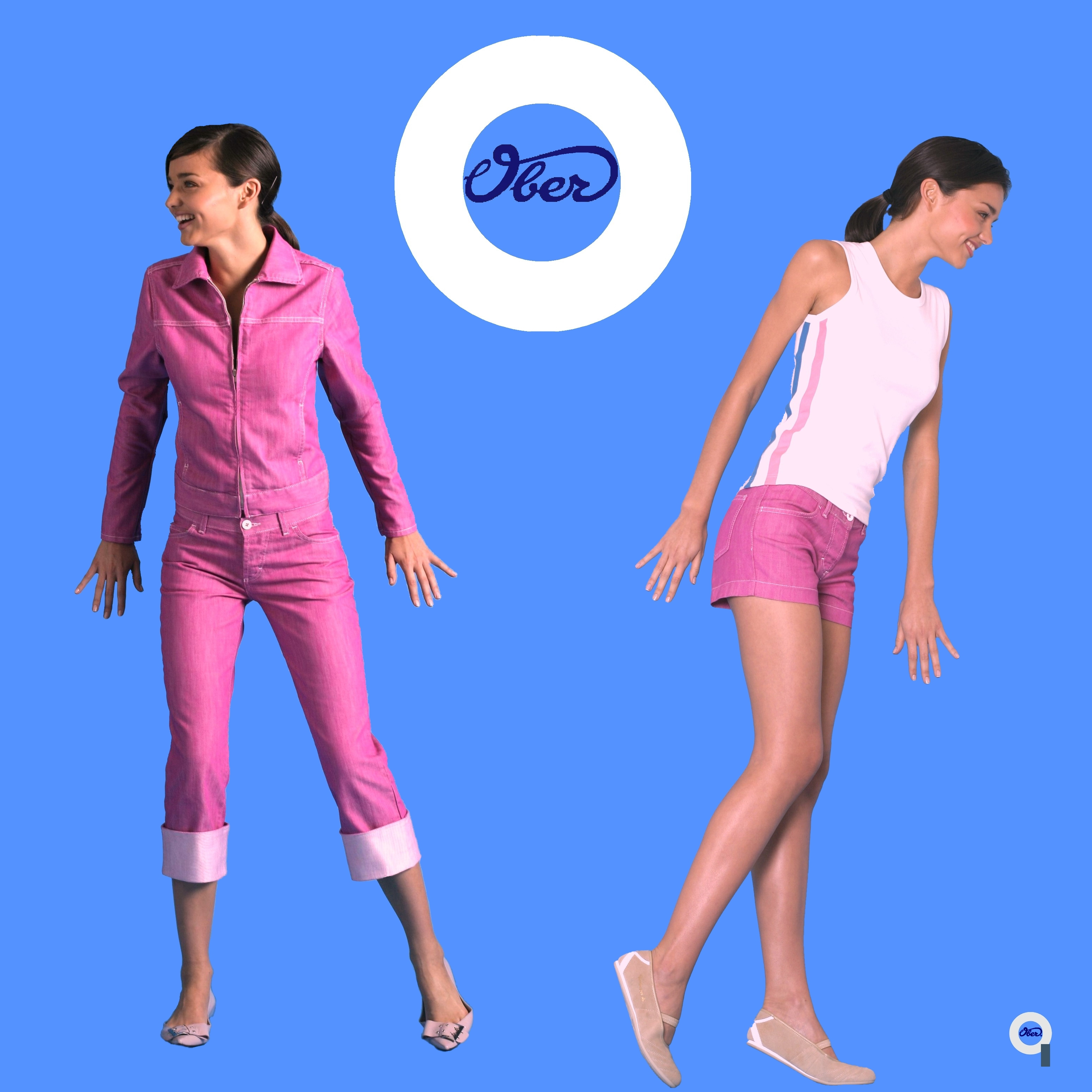
Miranda Kerr, Ober Jeans
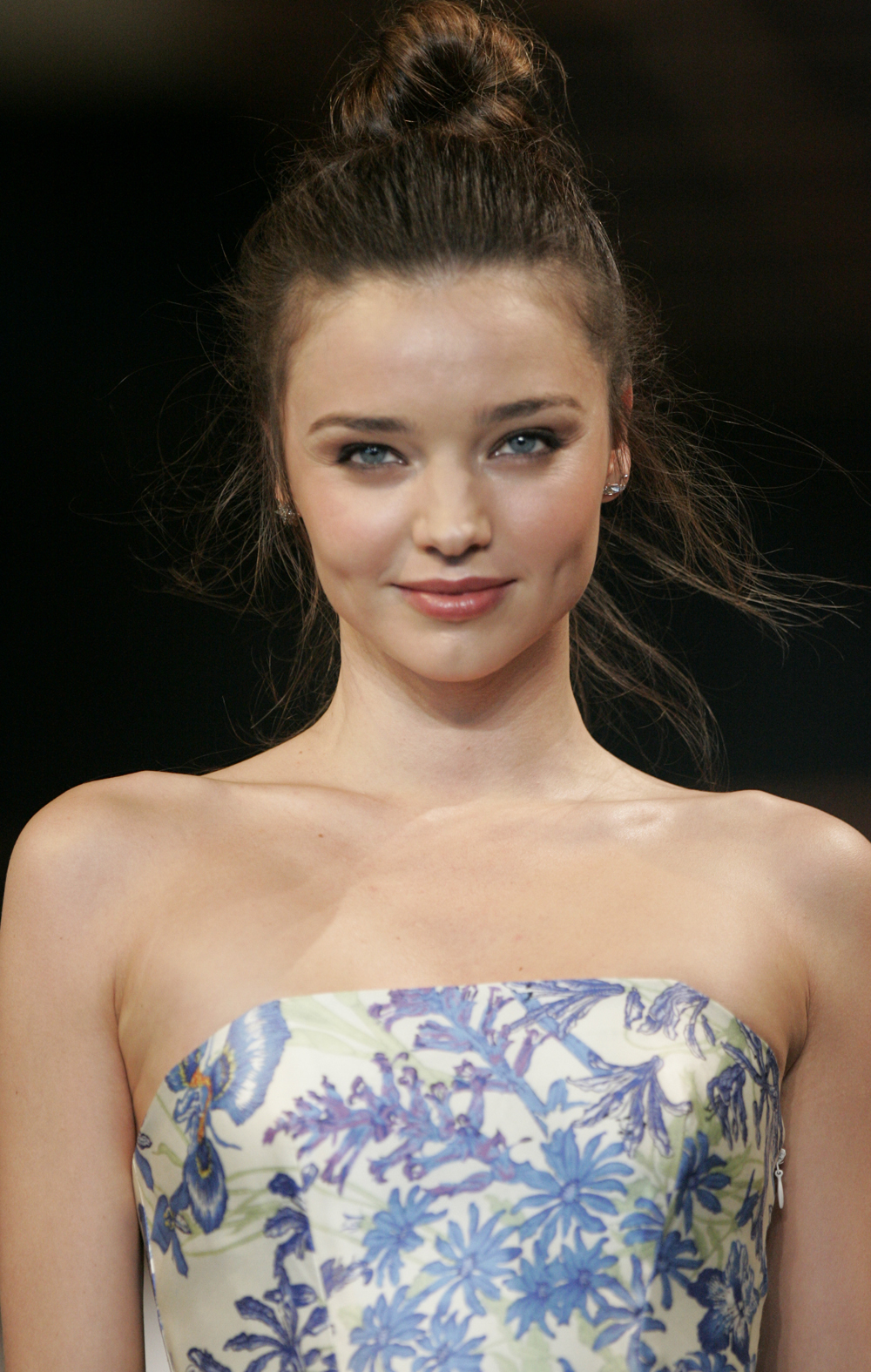
Miranda Kerr in 2013

- Gemeinsame Normdatei: 1020681128
- International Standard Name Identifier: 0000 0003 6798 430X
- Library of Congress Control Number: no2014166572
- Nationale Bibliotheek van Letland: 000177284
- Bibliotheek van het Japanse parlement: 001094650
- Nationale bibliotheek van Australië: 35469294
- Nationale Bibliotheek van Polen: a0000003496281
- Nederlandse Thesaurus van Auteursnamen: 340569301
- Trove: 522727
- Virtual International Authority File: 233536702
- WorldCat: E39PBJc7TWJhQkGrdw9Cv3vGpP